# Gelis scvarskii
Gelis scvarskii är en stekelart som först beskrevs av Rossikov 1904.  Gelis scvarskii ingår i släktet Gelis och familjen brokparasitsteklar. Inga underarter finns listade i Catalogue of Life.